# Ajaka Kikučiová
Ajaka Kikučiová (japonsky 菊池 彩花, Kikuči Ajaka; * 28. června 1987 prefektura Nagano) je japonská rychlobruslařka.
Ve velkých mezinárodních závodech startuje od sezóny 2010/2011, kdy debutovala ve Světovém poháru a kdy se představila i na Mistrovství světa ve víceboji a na jednotlivých tratích. Zúčastnila se Zimních olympijských her 2014, kde v závodě na 1500 m skončila na 31. místě. Startovala i v olympijském stíhacím závodě družstev, v němž se s japonským týmem umístila na čtvrté příčce. V této disciplíně získala zlatou medaili na Mistrovství světa 2015. Na Zimních olympijských hrách 2018 se v závodě na 3000 m umístila na 19. místě, na poloviční distanci se umístila na 16. příčce a ve stíhacím závodě družstev získala zlatou medaili.